# سید علی‌محمد موسوی مبارکه
سید علی‌محمد موسوی مبارکه (زادهٔ ۱۳۳۱ در مسجد سلیمان) نمایندهٔ حوزهٔ انتخابیهٔ مبارکه در دورهٔ هشتم مجلس شورای اسلامی بوده‌است.